# Шварц, Джон Генри
Джон Ге́нри Шварц (англ. John Henry Schwarz; род. 22 ноября 1941, Норт-Адамс, Массачусетс, США) — американский физик-теоретик. Вместе с Йоитиро Намбу, Габриэле Венециано, Майклом Грином, Леонардом Сасскиндом и Эдвардом Виттеном считается одним из создателей теории струн.

## Краткая биография
Джон Шварц родился в Норт-Адамсе, штат Массачусетс, в 1941 году. Изучал математику в Гарварде (окончил со степенью бакалавр искусств в 1962 году) и теоретическую физику в Калифорнийском университете (окончил со степенью Ph.D. в 1966 году), в котором его научным руководителем был Джеффри Цю. С 1966 года по 1972 год Шварц был старшим преподавателем Принстонского университета. Затем он перешёл в Калифорнийский технологический институт (Калтех), в котором в настоящее время занимает должность профессора теоретической физики имени Гарольда Брауна.

## Научная деятельность
В течение многих лет Джон Шварц был одним из очень немногих физиков, которые пытались сделать теорию струн реальным кандидатом в качестве теории квантовой гравитации. Его работа вместе с Майклом Грином над механизмом сокращения аномалий в теории струн типа I, который впоследствии был назван механизмом Грина — Шварца, положила начало в 1984 году так называемой первой струнной революции, которая значительно способствовала тому, чтобы теория струн стала частью магистрального направления развития теоретической физики.
Шварц является членом Национальной академии наук США (1997). В 1987 году он был членом Фонда Мак-Артуров, в 1989 году получил медаль Дирака от Международного центра теоретической физики, а в 2002 году — премию Дэнни Хайнемана за достижения в области математической физики от Американского физического общества.